# Скандичи
Дикома̀но (на италиански: Scandicci) е град и община в централна Италия, провинция Флоренция, регион Тоскана. Разположен е на 47 m надморска височина. Населението на общината е 50 309 души (към 2010 г.).